# Линчбург (Тенеси)
Линчбург (енгл. Lynchburg, Moore County metropol) град је у америчкој савезној држави Тенеси.

## Демографија
По попису из 2010. године број становника је 6.362, што је 622 (10,8%) становника више него 2000. године.
| Група             | 2000.         | 2010.         |
| Белци             | 5.488 (95,6%) | 6.037 (94,9%) |
| Афроамериканци    | 156 (2,7%)    | 145 (2,3%)    |
| Азијати           | 8 (0,1%)      | 26 (0,4%)     |
| Хиспаноамериканци | 45 (0,8%)     | 70 (1,1%)     |
| Укупно            | 5.740         | 6.362         |